# Qong Bora (sockenhuvudort i Kina, Xinjiang Uygur Zizhiqu, lat 43,55, long 81,00)
Qong Bora (kinesiska: 琼博拉, 琼博拉乡) är en sockenhuvudort i Kina. Den ligger i den autonoma regionen Xinjiang, i den nordvästra delen av landet, omkring 530 kilometer väster om regionhuvudstaden Ürümqi. Antalet invånare är 8 598. Befolkningen består av 4 009 kvinnor och 4 589 män. Barn under 15 år utgör 22,0 %, vuxna 15-64 år 73 %, och äldre över 65 år 3,0 %.
Runt Qong Bora är det glesbefolkat, med 15 invånare per kvadratkilometer. Närmaste större samhälle är Jagistay, 18,4 km öster om Qong Bora. Trakten runt Qong Bora består i huvudsak av gräsmarker.
Genomsnittlig årsnederbörd är 536 millimeter. Den regnigaste månaden är juni, med i genomsnitt 76 mm nederbörd, och den torraste är mars, med 14 mm nederbörd.